# Feest en Jaarmarkt van Santa Maria della Lizza

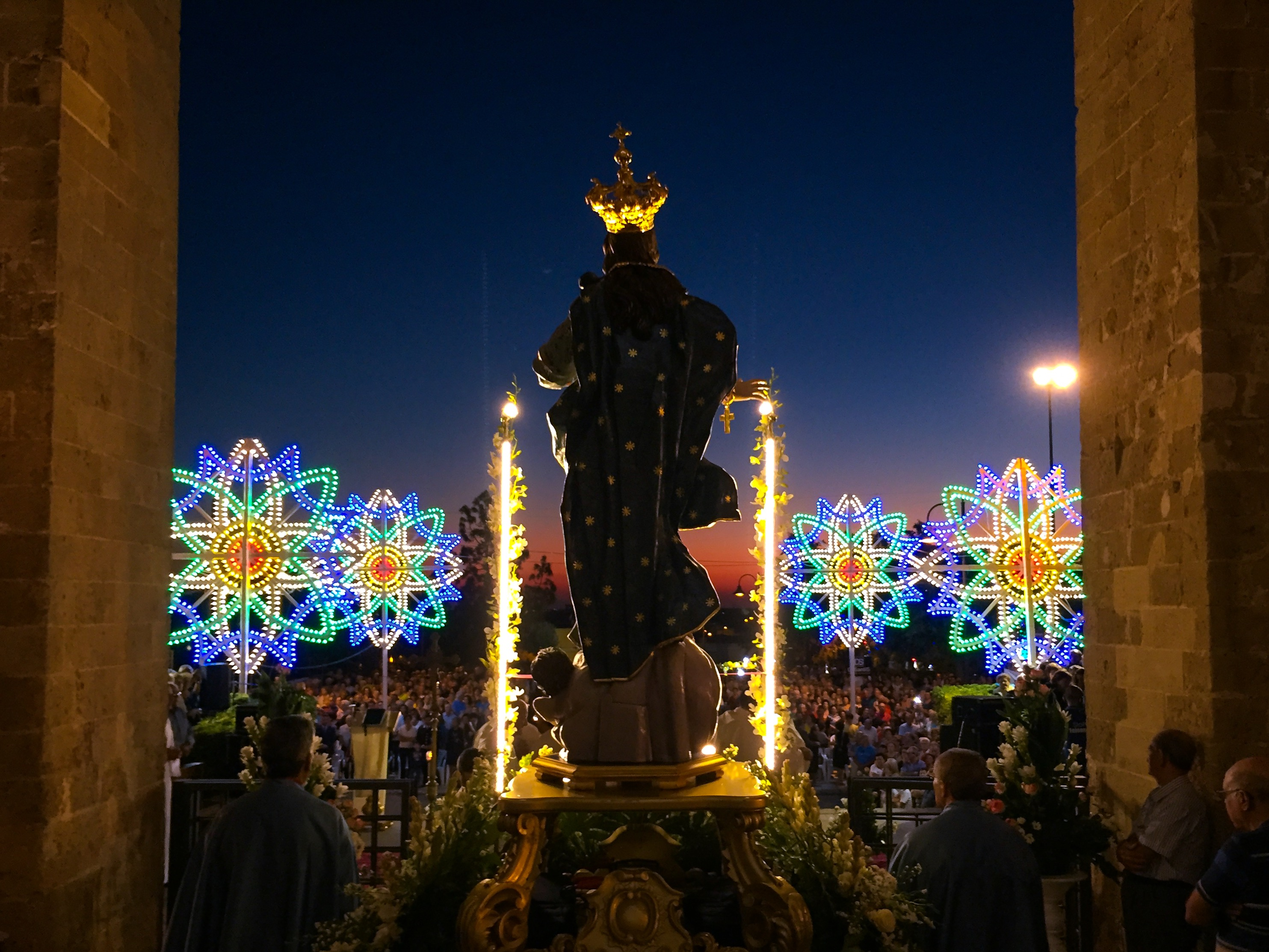
Processie van de Madonna della Lizza, in Alezio.

Het feest en de jaarmarkt van Santa Maria della Lizza vinden jaarlijks plaats in augustus in het dorp Alezio. Alezio bevindt zich in Zuid-Italië, in de regio Apulië. De jaarmarkt bestaat al sinds de 15e eeuw en was tot de 19e eeuw groot uitgebouwd. Een andere naam is Ferragosto wat verwijst naar de maand augustus. Het hoogtepunt is telkens de processie van de Madonna della Lizza of Madonna dell’Assunta. Dit beeld staat gedurende het jaar in de kerk van Santa Maria della Lizza; bedevaarders gaan er op hun knieën van de ingang tot het beeld.

## Historiek
In 1268 werd een klein heiligdom gebouwd rond een miraculeus Mariabeeld. Alezio was een dorp dat zich hersteld had van de verwoesting door de Saracenen (11e eeuw); het droeg toen de naam Casal d’Alezio en was een buitenwijk van de stad Gallipoli.
In 1484 schonk koning Ferdinand I van Aragon het voorrecht aan Alezio om fiscaalvrij te zijn gedurende het dorpsfeest in de maand augustus. Het feest kende een toenemend succes en bestreek de hele maand augustus. 
Gedurende een heel jaar werden de handelsactiviteiten van augustus voorbereid: handelaars van over heel Apulië trokken dan immers naar Alezio. De organisatie was in handen van het Broederschap van Santa Maria della Lizza. Het kermis- en marktgebeuren vonden plaats binnen een afspanning; de afspanning werd Largo Fiera genoemd. Kampeertenten werden opgetrokken om iedereen te slapen te leggen. De tenten stonden in cirkels rond de kerk. Binnen de afspanning stonden ook omheiningen waar geiten, schapen, koeien, paarden en zo meer stonden, klaar voor de verkoop. De dorpelingen groeven twee waterputten om de dieren te drinken te geven in de zomerse hitte. Naast de commerciële activiteiten organiseerde de broederschap ook religieuze plechtigheden met een processie. Dan werd het Mariabeeld uit de kerk van Santa Maria della Lizza rondgedragen. Er waren ook kermisattracties. Lange banken stonden klaar om dranken te verkopen aan toeschouwers. Op 1 augustus gaven twee muzikanten het startsein van de kermis en de markten: een fluitist (in het dialect fischiettu) en een trommelaar (tamburru). 
Joachim Murat schafte in 1810 alle fiscale voorrechten af. Hij was koning van Napels onder het Napoleontische bewind. Murat beperkte de feestelijkheden tot 3 dagen: van de 13e tot de 15e augustus. Het stadsbestuur van Gallipoli voerde dit besluit uit. De jaarbeurs en kermis van Santa Maria della Lizza werden hernomen doch waren soberder dan in het ancien régime. De processie met het Mariabeeld is behouden gebleven. In 1854 werd het dorp erkend als gemeente, onder de naam Villa Picciotti en vanaf 1873, na de eenmaking van Italië, onder de naam Alezio.